# Lotkas Gesetz
Lotkas Gesetz ist ein 1926 von Alfred J. Lotka festgestelltes Skalengesetz, das in der Szientometrie Gebrauch findet.

## Allgemeines
Lotkas Gesetz zeigt die Beziehung zwischen der Anzahl von Publikationen einer Person und der Anzahl von Personen mit einem ebenso hohen Publikationsausstoß. Es wurde für die Anzahl der wissenschaftlichen Zeitschriftenartikel aufgestellt und besagt, dass die Anzahl der Personen, die n Artikel schreiben, proportional zu n−2 ist. Spätere Ergebnisse legen eher einen Exponenten von −1,7 statt −2 nahe, was nichts an der Grundaussage des Gesetzes ändert.
Die allgemeinen Formeln lauten:
{\displaystyle C=X^{n}*Y\quad {\text{oder}}\quad Y={\frac {C}{X^{n}}}\quad {\text{oder}}\quad {X^{n}}={\frac {C}{Y}}}
X = Anzahl der Publikationen
Y = relative Häufigkeit der Autoren mit X Publikationen
n, C = Konstanten (je nach Fachgebiet) [n ~ 2]

## Beispiel
Wenn 100 Autoren in einem bestimmten Zeitraum durchschnittlich je einen Artikel schreiben (vgl. letzte Tabellenzeile), dann zeigt die folgende Tabelle, wie viele Autoren zwei, drei usw. Artikel geschrieben haben (für n=2).
| Artikel | Autoren               |
| ------- | --------------------- |
| 10      | 100/102 = 1           |
| 9       | 100/92 ≈ 1 (1,23..)   |
| 8       | 100/82 ≈ 2 (1,56..)   |
| 7       | 100/72 ≈ 2 (2,04..)   |
| 6       | 100/62 ≈ 3 (2,77..)   |
| 5       | 100/52 = 4            |
| 4       | 100/42 ≈ 6 (6,25)     |
| 3       | 100/32 ≈ 11 (11,11..) |
| 2       | 100/22 = 25           |
| 1       | 100                   |

In der Summe sind das 294 Artikel, die von 155 Autoren geschrieben wurden. Jeder Autor schrieb in dem Mittelwert gerundet 1,9 Artikel.
Seit seiner Entdeckung wurde das unter anderem bibliometrisch, wissenschaftstheoretisch und soziologisch interessante Gesetz wiederholt bestätigt und in anderen Bereichen festgestellt, z. B. bei der Anzahl der Mitarbeiter und dem Umfang ihrer Beiträge bei Open-Source-Projekten. Lotkas Gesetz gilt also auch für die Autoren und Beiträge der Wikipedia.
Auch die Zahl der Zitate pro Publikation nimmt in dem Verhältnis n−2,5 bis n−3 ab.
An den Enden ist die Lotka-Verteilung etwas gebogen, weil dem Publikationsaufkommen einer Person unten (mindestens 1 Artikel) und oben (je nach Fall) Grenzen gesetzt sind.
William Bradford Shockley wies in einem 1957 publizierten Aufsatz erstmals darauf hin, dass bei der Berücksichtigung von Mehrfachautorschaften wissenschaftlicher Arbeiten und der Gewichtung des Anteils der einzelnen Autoren unterschiedliche Exponenten erzeugt werden. Die Gewichtung der Autorschaft bedeutet, dass z. B. bei einer Arbeit mit vier Autoren jedem Autor 0,25 Publikationen zugerechnet werden.
Eine vergleichbare, aber viel einfachere Verteilung gibt die Pareto-Verteilung (80/20-Regel) vor, nach der 80 % des Informationsbedarfs von 20 % der Quellen gedeckt werden.